# Покољ у Адани
Покољ у Адани се догодио у провинцији Адана, у Отоманском царству, у априлу 1909. године. Покољ јерменских хришћана у граду Адани након промене власти резултирао је низом анти-јерменских погрома у читавом региону Блиског истока. Извештаји процењује да је у провинцији убијено између 15.000-30.000 људи.
Турске и јерменске револуционарне групе радиле су заједно како би осигурале обнову уставног права 1908. године. 31. марта (или 13. априла по грегоријанском календару) војна побуна усмерена против Одбора за унију и напредак захватила је Истанбул. Док је побуна трајала само десет дана, то је изазвало покољ Јермена у провинцији Адани, који је трајао више од месец дана.
Узрок покоља су укорењене политичке, економске и верске разлика. Јерменски сегмент популације Адане је богатији и развијенији. Хришћанска мањина је оптужена да је подржавала пуч против султана Абдула Хамида II. То је изазвало буђење турског национализма и исламског фанатизма и проглашење Јермена за сепаратисте, што је довело до крвавог покоља.